# Шар (станция)
Шар (каз. Шар станциясы) — железнодорожная станция Казахстанских железных дорог, расположенная в городе Чарске.

## История
Локомотивное депо основано 5 марта 1935 года.